# 天主教奥斯塔教区
天主教奧斯塔教區（拉丁語：Dioecesis Augustana）是天主教會在義大利的一個教區。屬都靈總教區。
教區成立4世紀中期，1803年被法國政府解散，併入伊夫雷亞教區，直到1817年7月17日恢復，時屬尚貝里總教區。1862年改屬都靈總教區管轄。
教區包括瓦萊達奧斯塔大區全區，2012年有教友128,943人，佔轄區總人口96.8%。教區下轄九十三個堂區，有104名司鐸。現任教區主教為弗蘭科·洛維尼亞納。